# Тенабо
Тена́бо (исп. Tenabo) — город в Мексике, в штате Кампече, входит в состав одноимённого муниципалитета и является его административным центром. Численность населения, по данным переписи 2020 года, составила 8748 человек.

## Общие сведения
Название Tenabo с майянского языка можно перевести как: место, где измеряют пя́дями или четвертинами.
Тенабо был основан в 1443 году майянской семьёй Ах-Кануль-Циб, после падения Майяпана.
В 1535 году из-за нехватки продовольствия поселение пришло в упадок, в 1544 году перешло под контроль колонизаторов, и в 1549 году передано в управление Хуану Гарсия Льянесу как энкомьенда.
Энкомьенда была упразднена в 1786 году, а Тенабо получил статус посёлка в составе района Хесельчакан.
В 1916 году Тенабо получил статус вильи, а в 1960 году — статус города.

## Население
| Год  | Численность | Численность |
| ---- | ----------- | ----------- |
| 2000 | 6327        | [ 6 ]       |
| 2005 | 6934        | [ 7 ]       |
| 2010 | 7543        | [ 8 ]       |
| 2020 | 8748        | [ 9 ]       |